# Murallas de Florencia

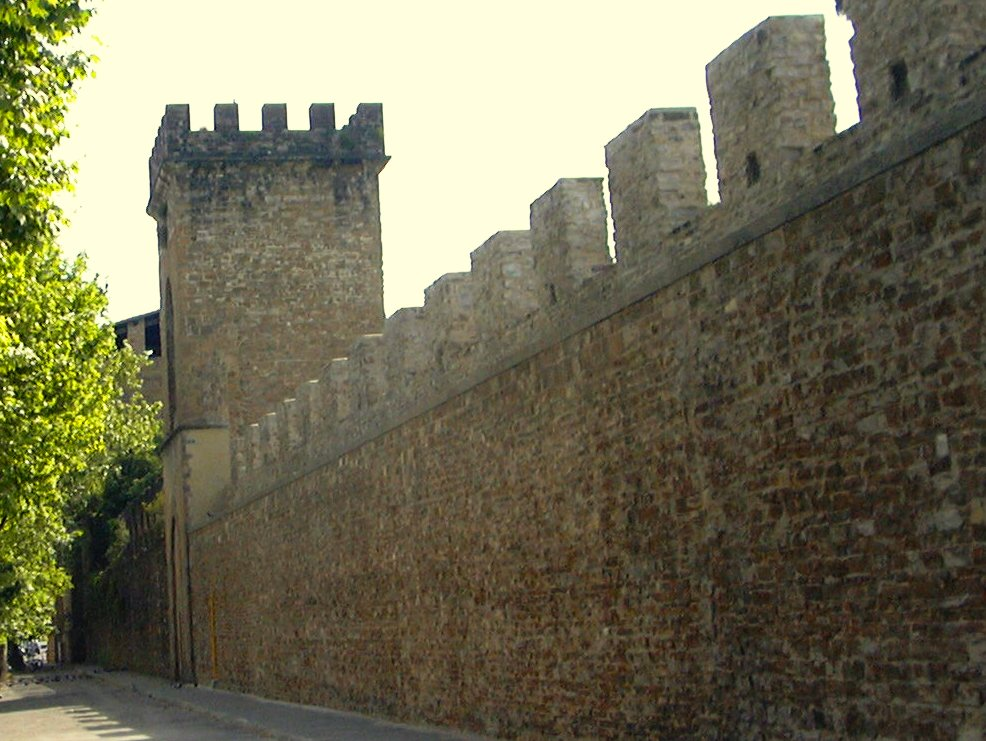
Un tramo bien conservado en la zona de San Niccolò.

Las Murallas de Florencia son el antiguo recinto defensivo de la ciudad. Creadas con la propia ciudad, se han contado seis trazados distintos, el último de los cuales se remonta a mitad del Cinquecento. Las murallas de la parte al norte del Arno de la ciudad fueron abatidas en el curso del siglo XIX para crear los Viales de circunvalación (Viali di Circonvallazione), dejando no obstante las puertas de acceso, mientras que las partes de la zona sur, en el barrio de Oltrarno, aún son visibles y bien conservadas. 
La determinación del número de los recintos amurallados no es unánime en todos los estudiosos. Otros autores ponen en duda la existencia de la que se considera el «segundo recinto», el bizantino y no cuentan como nuevo recinto el reforzamiento canosiano (sería el «cuarto recinto»), por lo que habría sólo cuatro en vez de seis. Otros incluso cuantan el reforzamiento del siglo XVI como el último trazado.